# Терниц
Те́рниц (нем. Ternitz) — город в Австрии, в федеральной земле Нижняя Австрия.
Входит в состав округа Нойнкирхен. Население составляет 15 160 человек (на 31 декабря 2005 года). Занимает площадь 65,32 км². Официальный код — 31839.

## Политическая ситуация
Бургомистр коммуны — Руперт Дворак (СДПА) по результатам выборов 2005 года.
Совет представителей коммуны (нем. Gemeinderat) состоит из 37 мест.
- СДПА занимает 28 мест.
- АНП занимает 6 мест.
- Зелёные занимают 2 места.
- АПС занимает 1 место.

## Известные жители и уроженцы
- Ферри Граф — австрийский певец